# Taifa Dénia

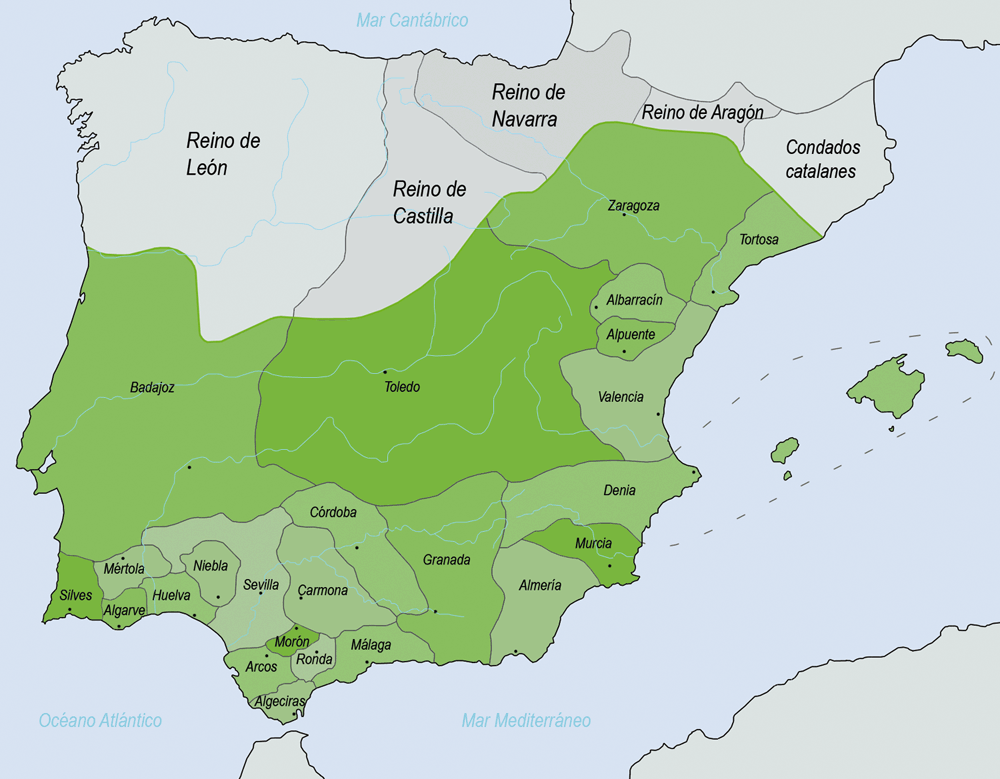
Ligging t.o.v. andere taifa's

De taifa Dénia was een emiraat (taifa) in de regio Valencia in het oosten van Spanje. De hoofdstad was Dénia (Arabisch: Daniyya). De taifa kende twee onafhankelijk periodes, van ca. 1010 tot 1076 en van 1224 tot 1227, toen het werd veroverd door het koninkrijk Aragón.

## Eerste taifa (1010-1076)
Mujahid al-Muwaffaq, een bevrijde slaaf (saqlabi), waarschijnlijk afkomstig uit Sardinië was de stichter van de taifa. In 1011 was Denia de eerste taifa die muntgeld ging produceren. In ca. 1014 heerste Mujahid ook over de Balearen en in 1015 zelfs een jaar over een deel van Sardinië. De Arabische geschiedschrijver Ibn al-Khatib verhaalde over deze veroveringstochten. Hij wist een deel van het eiland te veroveren, versloeg een koning en maakte zoveel gevangenen dat de prijs op de slavenmarkt enorm ging dalen (aldus Al-Khatib). In 1016 werd hij door troepen van paus Benedictus VIII en uit Pisa en Genua bij Campidano verslagen. Van de vloot, die in 1015 uit 120 schepen bestonden, waren nog maar 5 schepen en 4 kleine boten overgebleven. Alle familieleden, waaronder zijn enige zoon Ali ibn Mujahid Iqbal ad-Dawla werden toen gevangengenomen, maar konden alweer snel vrijgekocht worden, op zijn zoon na, die pas in 1032 vrijgekocht kon worden. Mujahid bestookte in die periode geregeld de kusten van Liguria, Lombardije en Toscane. Rond 1017 veroverde Mujahid het zuidelijk deel van de taifa Valencia en wist dat deel enkele jaren in bezit te houden. Mujahid  veroverde in 1021 Alicante, Orihuela en Elche, in 1038 Lorca en Murcia. Zijn macht werd uitgebreid tot aan de rivier Segura. Dankzij bemiddeling van Suleiman ibn Hud van de taifa Zaragoza werd in 1041 een vredesverdrag getekend tussen hem en Valencia. Na zijn dood ontstond een opvolgingsstrijd tussen zijn zonen Iqbal en Hassan. De laatste werd gesteund door de taifa Sevilla en moest uiteindelijk uit Denia vluchten.
In 1076 veroverde Al-Muqtadir, emir van Zaragosa, de taifa.

## Tweede taifa (1224-1227)
Denia werd voor een tweede periode onafhankelijk onder Abu Zayd Abd al-Rahman ibn Mohammed ibn Abi Hafs Umar. Hij heerste ook over Alzira en Játiva.

## Kunst en cultuur
De taifa kende een bloeiende periode in de 11de eeuw. Wetenschappers en dichters trokken naar het hof van Dénia, zoals de astronoom Ibn al-Saffar uit Córdoba, zijn broer Mohammed, een bekende astronomische instrumentenmaker en de blinde lexicograaf Ibn Sida uit Murcia. Ibn al-Labbana, een dichter aan het hof in Sevilla was in Denia geboren. Mujahid was zelf een kundige filoloog.

## Lijst van emirs
Banu Amiri
- Mujahid al-Muwaffaq: 1010/12-1045
- Ali ibn Mujahid Iqbal ad-Dawla: 1045-1076
- Aan taifa Zaragoza: 1076
- Aan taifa Tortosa: 1081/82/83-1092
- Aan Almoraviden uit Marokko: 1092-1224

Banu Abi Hafs
- Abu Zayd Abd al-Rahman ibn Mohammed ibn Abi Hafs Umar: 1224-1227
- Aan koninkrijk Aragón: 1227